# Fannia leidyi
Fannia leidyi är en tvåvingeart som först beskrevs av Walsh 1870.  Fannia leidyi ingår i släktet Fannia och familjen takdansflugor.
Artens utbredningsområde är Pennsylvania. Inga underarter finns listade i Catalogue of Life.